# فهرست آرزوها (فیلم)
فهرست آرزوها (به انگلیسی: The Bucket List) فیلمی درام، کمدی و ماجراجویی به کارگردانی راب رینر است محصول سال ۲۰۰۷ از بازیگران این فیلم می‌توان به جک نیکلسون و مورگان فریمن اشاره کرد.

## داستان فیلم
ادوارد (جک نیکلسون) مدیر ثروتمند یک بیمارستان به علت ابتلا به سرطان در بیمارستان خودش بستری می‌شود. پس از مدتی متوجه می‌شود که بین شش تا دوازده ماه بیشتر به پایان عمرش باقی نمانده‌است. هم اتاقی او، کارتر (مورگان فریمن) نیز وقت زیادی ندارد. پس این دو نفر، تصمیم می‌گیرند با استفاده از پول ادوارد کارهایی را که دوست دارند انجام بدهند، پیش از آنکه عمرشان به پایان برسد …

## انتقاد و استقبال از فیلم
فهرست آرزوها نقدهای مختلطی از منتقدان دریافت کرده‌است. از نظر سایت گوجه فرنگی گندیده، این فیلم دارای امتیاز ۴۱٪، بر پایه ۱۷۴ نقد، با میانگین امتیاز ۵٫۱۵/۱۰ است. در اجماع انتقادی این سایت آمده‌است: «حتی جدی‌ترین اجراهای این دو سرنخ نمی‌تواند لیست آرزوها را از فیلمنامه اشمالتزی خود نجات دهد». متاکریتیک به فیلم نمره ۴۲ از ۱۰۰ را داد که بر اساس نظر ۳۴ منتقد نشان دهندهٔ «نقدهای مختلط یا متوسط» بود. اسنهیل شارما از هومیری ام.اس.ام.ای. ۴ ستاره برای این فیلم داد. راجر ایبرت منتقد فیلم شیکاگو سان تایمز که در سال ۲۰۰۲ به سرطان تیروئید مبتلا شد و فک پایینی اش در سال ۲۰۰۶ برداشته شد، از به تصویر کشیدن فیلم از مبتلایان به سرطان انتقاد کرد و در بررسی یک ستاره اش نوشت که فهرست آرزوها «فکر می‌کند مرگ بر اثر سرطان موجی از لاف زنی است و به دنبالش نمودی از فروشگاه سکه زنی می‌آید».